# Nadia Essayan
Pour les articles homonymes, voir Essayan.
Nadia Essayan, née le 6 juin 1957 à Dimbokro, en Côte d'Ivoire, est une femme politique française membre du MoDem. Elle est députée de la deuxième circonscription du Cher de  2017 à 2022.

## Biographie
Née de parents palestiniens ayant le statut de réfugiés, elle a vécu cinq ans à Casablanca à la fin des années soixante, avant de repartir en Côte d’Ivoire. Son père décède prématurément en 1970. La famille quitte alors l’Afrique pour le Liban en 1971.
Nadia Jahchan - de son nom de naissance - obtient une licence d’enseignement en sciences sociales à l’université Saint-Esprit de Kaslik et y enseigne la sociologie générale. Elle enseigne aussi la pédagogie à l’Institut de Formation pour l’Enseignement Primaire rattaché à l’Institut culturel français de Beyrouth, de 1979 à 1982. 
Elle se marie en 1982 à Alain Essayan et le couple quitte le Liban pour la France, où elle obtient son DEA en sciences de l’éducation à la Sorbonne en 1984. Elle obtient la nationalité libanaise en 1984 et la nationalité française en 1988.

### Parcours professionnel
Nadia Essayan a également été membre du Conseil d'Administration de la Caisse d'allocations familiales du Cher en tant que personne qualifiée, membre de la Commission d'évaluation de l'action sociale, du Fonds d'aide aux jeunes et de la Commission locale d'insertion. Enfin, elle a été déléguée nationale à l’Action catholique des milieux indépendants (ACI), de 2008 à 2017.

### Parcours politique
Élue en 2001 à Vierzon, au sein d’une majorité Arc-en-ciel (de la gauche modérée à la droite modérée) avec le maire Jean Rousseau et son premier adjoint Max Albizzatti, elle est nommée maire-adjointe à l’éducation, chargée notamment du Programme de réussite éducative.  
Elle décide de s'encarter au Mouvement Démocrate dès sa création et est candidate pour la première fois aux législatives dans le Cher en 2007 sous l’étiquette UDF-MoDem. En 2008, elle est élue conseillère municipale d'opposition à Vierzon et démissionne trois mois plus tard. Elle se présente un an plus tard sous les couleurs de son parti aux élections européennes avec Jean Marie Beaupuy en tête de liste.  
Son engagement politique local se poursuit aux municipales de 2014 en tant que tête de liste et à l'issue du scrutin cheffe de file de l’opposition républicaine (avec un groupe de sept conseillers municipaux) et conseillère communautaire. 
Elle est candidate avec le groupe Avenir pour le Cher aux élections départementales de 2015 et aux élections législatives de 2017 dans la deuxième circonscription du Cher où elle est élue avec 52,57 % des suffrages en battant Nicolas Sansu (Parti communiste français). Elle décide alors d’abandonner ses mandats locaux et de se consacrer uniquement à son nouveau mandat national. 
Nadia Essayan occupe la place 174 dans l’hémicycle et fait partie de la commission des Affaires culturelles et de l'éducation, où elle participe au groupe de préparation des Jeux olympiques et paralympiques de 2024.  
En 2019, elle est membre de la mission d’information sur l’aide sociale à l'enfance (ASE), qui s’achève par la remise du rapport au gouvernement[source insuffisante]. Ce rapport a alimenté le Pacte pour l'enfance lancé en fin d’année 2019.
Elle rejoint en octobre 2019 la commission du développement durable et de l'aménagement du territoire.
En fin d’année 2020, la commission du développement durable et de l'aménagement du territoire lui confie, à sa demande, une mission d’information sur « la prolifération des plantes invasives » comme rapporteure de celle-ci avec Patrice Perrot. Le rapport de la mission a été adopté à l'unanimité.
Après plus d’un an de travail sur « l'heure silencieuse » pour faciliter l’accès des personnes autistes aux grandes surfaces, elle décide d’élargir le domaine en ouvrant à l’ensemble des problématiques d’accessibilité dans les grands magasins et aboutit à un texte faisant consensus adopté à l’unanimité en commission et en hémicycle en début d’année 2021.
L’origine de cette proposition est une expérimentation de terrain dans sa ville de Vierzon à partir de l’heure silencieuse. Ce dispositif est aujourd’hui en vigueur puisqu’il a été mis en place à la suite de l’adoption en première lecture de la proposition de loi à l’Assemblée dans les magasins Super U et Carrefour.
Elle est également membre de l’Union Interparlementaire, du groupe de travail sur la Coopération, du groupe d’Amitié France-Arménie et est vice-présidente du groupe d’Amitié France-Liban ainsi que du groupe d’Études sur les territoires palestiniens.
En 2021, dans le cadre des élections régionales des 20 et 27 juin, elle rejoint la liste du ministre MoDem chargé des relations avec le Parlement, Marc Fesneau, comme tête de liste féminine pour le Cher en binôme avec Bernard Rousseau. Elle est élue conseillère régionale, en remplacement de Bernard Rousseau, tête de liste. 
Candidate à sa réélection, Nadia Essayan se présente sous la bannière « Ensemble ! » de la majorité présidentielle dans la 2e circonscription du Cher pour les élections législatives des 12 et 19 juin 2022. Elle est battue dès le premier tour avec 22,60 % des voix, derrière la candidate RN (22,99 %) et l'ancien député communiste Nicolas Sansu (32,36 %).

## Décoration
- Chevalier de l'ordre national du Mérite (nommée par décret du 7 juin 2024[11])